# Sogüerba (Soborbal)
Sogüerba o Soborbal es el nombre de un núcleo poblacional histórico hoy desaparecido,  situado en el término municipal de Tomares (Sevilla).

## Situación geográfica e historia

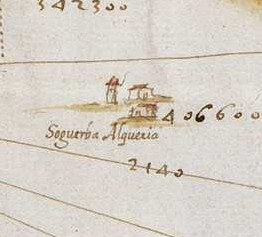
Imagen de la aldea de Sogüerba en el mapa de Obando de 1628

Se emplazaba al sur del término municipal, entre los términos de San Juan de Aznalfarache y Bormujos.
Según el profesor Jaime Oliver Asín, fue el lugar de nacimiento del escritor místico musulmán Abu l-Haggag Yusuf. (m. 1191)
Tras la conquista de Sevilla por Fernando III, su hijo, Alfonso X, la entregó en donación al Consejo de Sevilla.
La alquería pasó a llamarse Sobuerba o Sogüerba, tal como figura en la Planta de la villa de Tomares del siglo XVII.
Quedó despoblada en siglos posteriores, posiblemente a causa de las epidemias que asolaron Sevilla por aquella época.
Sogüerba del Carmen y Sogüerba de Cartuja son los nombres actuales de los terrenos donde se asentaban la antigua población.